# Nicolas St. Pierre
Nick St. Pierre (* 7. března 1985, Kanada) je kanadský lední hokejista.

## Kluby podle sezón
- 2005/2006 Colgate Univerzity
- 2006/2007 Colgate Univerzity
- 2007/2008 Colgate Univerzity
- 2008/2009 Colgate Univerzity, Syracuse Crunch
- 2009/2010 Syracuse Crunch, Reading Royals, Gwinnett Gladiators, Norfolk Admirals.
- 2010/2011 HC Plzeň 1929
- 2011/2012 HC Plzeň 1929
- 2012/2013 HC Škoda Plzeň
- 2013/2014 Krefeld Pinguine